# فولتا مورسيا 2021
فولتا مورسيا 2021 (بالإسبانية: Vuelta a Murcia 2021)‏ هو سباق دراجات هوائية من فئة سباق يوم واحد، وهو الموسم رقم 41 من فولتا مورسيا، وأقيم في 23 مايو 2021، وامتدّ لمسافة 192.40 كيلومتر، وهو أحد سباقات طواف أوروبا للدراجات 2021، وشارك فيه 99 متسابقاً ووصل إلى نهايته 46 متسابقاً.
فاز بالمركز الأول Antonio Jesús Soto ‏، وبالمركز الثاني إنجيل مادرازو، وبالمركز الثالث غونزالو سيرانو.

## الفرق
| فرق عالمية (3)- Astana-Premier Tech - Movistar Team - UAE Team Emirates فرق برو (7)- برجس بي إتش 2021 ‏ - كاجا رورال-سيغوروس 2021 ‏ - أوسكالتيل أوسكادي 2021 ‏ - غازبروم روسفيلو 2021 ‏ - كيرن فارما 2021 ‏ - Rally Cycling - سبورت فلاندرين بالويس 2021 ‏ فرق قارية (5)- Bahrain Cycling Academy - إلكترو هايبر يوروبا 2021 ‏ - جيوس كيوي أتلانتيكو 2021 ‏ - Global 6 United ‏ - Louletano Desportos Clube (cycling) ‏ |  |
| |  |

## التصنيف العام النهائي
| التصنيف العام         | التصنيف العام       | التصنيف العام | التصنيف العام       | التصنيف العام |
| العداء                | العداء              | البلد         | الفريق              | الوقت         |
| --------------------- | ------------------- | ------------- | ------------------- | ------------- |
| 1                     | Antonio Jesús Soto ‏ | إسبانيا       | Euskaltel-Euskadi   | 4 س 42 د 19 ث |
| 2                     | إنجيل مادرازو       | إسبانيا       | Burgos-BH           | + 31 ث        |
| 3                     | غونزالو سيرانو      | إسبانيا       | موفيستار            | + 31 ث        |
| 4                     | خوسيه خواكين روخاس  | إسبانيا       | موفيستار            | + 31 ث        |
| 5                     | ريان جيبونز         | جنوب أفريقيا  | فريق الإمارات       | + 31 ث        |
| 6                     | خيسوس إيزكيرا       | إسبانيا       | Burgos-BH           | + 31 ث        |
| 7                     | Carlos Canal ‏       | إسبانيا       | Burgos-BH           | + 31 ث        |
| 8                     | Gotzon Martín ‏      | إسبانيا       | Euskaltel-Euskadi   | + 31 ث        |
| 9                     | يوناس غريغارد       | الدنمارك      | Astana-Premier Tech | + 31 ث        |
| 10                    | Unai Cuadrado ‏      | إسبانيا       | Euskaltel-Euskadi   | + 31 ث        |
| مصدر: ProCyclingStats |                     |               |                     |               |

## وصلات خارجية
- الموقع الرسمي
- لمحة عن سباق فولتا مورسيا 2021 على موقع  ProCyclingStats   (برو  سايكلنج  ستاتس) - إحصاءات  محترفي  الدراجات.
- فولتا مورسيا 2021 على موقع إحصائيات الدراجات الإحترافية (الإنجليزية)